# 健行路 (桃園區)
健行路，為桃園市桃園區的重要道路之一，大致呈南北向，不分段，南起春日路，北於大有路。

## 行經行政區域
- 桃園區

## 交通
- 公車：
  - 桃園客運市區公車－105 鹽務路站、鹽務路口站

## 沿線設施
- 台鹽倉庫
- 財團法人艾爾電氣研究發展教育基金會 艾爾實驗室
- 中油健行站
- 7-ELEVEN健業門市
- 萊爾富便利商店桃市桃法店